# Mejdan (Tuzla, BiH)
Mejdan je mjesna zajednica grada Tuzle.

## Zemljopisni položaj
Pruža se duž južne obale rijeke Jale. Okružuju ga Mosnik, Brdo, Batva, Slatina, Stari grad.

## Povijest
4. travnja 1992.godine Mjesna zajednica Jala, Mosnik i Mejdan stvorile su prvi pričuvni sastav policije radi obrane mjesne zajednice i grada.

## Stanovništvo
Spada u urbano područje općine Tuzle. U njoj je 31. prosinca 2006. godine prema statističkim procjenama živjelo 1.125 stanovnika u 422 domaćinstva.